# Tadeusz Bartoś

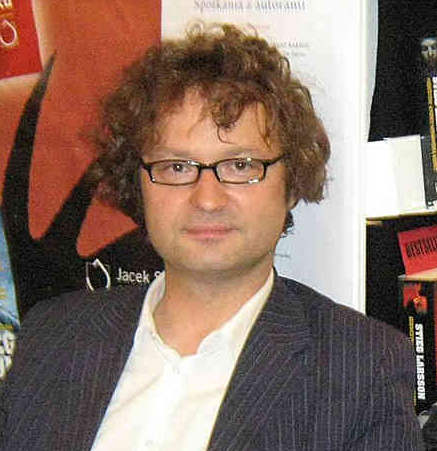
Tadeusz Bartoś

Tadeusz Bartoś (* 31. Juli 1967 in Krotoszyn) ist ein polnischer Philosoph, katholischer Theologe, Publizist und Professor an der Humanistischen Aleksander-Gieysztor-Akademie in Pułtusk.
Tadeusz Bartoś trat am 8. September 1987 dem Dominikanerorden bei. Von 1987 bis 1993 studierte er Theologie am Philosophisch-Theologischem Kolleg des Dominikanerordens in Krakau und wurde am 22. Mai 1993 zum Priester geweiht. 1993 verteidigte er seine Magisterarbeit an der Päpstlichen Universität Johannes Paul II. in Krakau. 1994 bis 1998 erstellte er seine Doktorarbeit zur Liebestheorie des Thomas von Aquin. Studium über den Kommentar zum Buch „Über die Namen Gottes“ des Pseudo-Dionysius Areopagita. 2007 erhielt er die Habilitation aufgrund des Werkes Metaphysische Landschaft. Die Welt nach Thomas von Aquin.
Er hielt Vorlesungen über philosophische Anthropologie an den philosophisch-theologischen Dominikanerkollegien in Krakau und Warschau und war Mitbegründer und Leiter des Dominikanischen Studiums der Philosophie und Theologie in Warschau. Bartoś beschäftigte sich hauptsächlich mit der Lehre des hl. Thomas von Aquin. Er kommentierte auch laufende Ereignisse aus dem Leben der katholischen Kirche in Tageszeitungen und Wochenschriften. Wegen oft kontroverser Aussagen wurde er von der kirchlichen Hierarchie in Polen heftig kritisiert. Am 25. Januar 2007 verließ er den Dominikanerorden und wohnt seitdem in Warschau. Sein 2008 veröffentlichtes Buch über das Pontifikat Papst Johannes Pauls II. trug dem Verfasser scharfe Kritik der konservativen Medien ein. Bartoś wurde zum außerordentlichen Professor an der Humanistischen Aleksander-Gieysztor-Akademie in Pułtusk berufen.

## Werke (Auswahl)
- Jan Paweł II. Analiza krytyczna (Johannes Paulus II. Kritische Analyse), Warszawa 2008. ISBN 978-83-60457-46-7.
- Koniec prawdy absolutnej. Tomasz z Akwinu w epoce późnej nowoczesności (Das Ende der absoluten Wahrheit. Thomas von Aquin in der Epoche der späten Gegenwart), Warszawa 2010. ISBN 978-83-7414-808-5.
- Metafizyczny pejzaż. Świat według Tomasza z Akwinu (Metaphysische Landschaft. Die Welt nach Thomas von Aquin), Kraków 2006. ISBN 83-89598-93-0.
- Tomasza z Akwinu teoria miłości. Studium nad Komentarzem do księgi "O imionach Bożych" Pseudo-Dionizego Areopagity, (Liebestheorie von Thomas von Aquin. Studium über den Kommentar zum Buch „Über die Namen Gottes“ des Pseudo-Dionysius Areopagita), Kraków 2004. ISBN 83-89598-27-2.
- Wolność, równość, katolicyzm (Freiheit, Gleichheit, Katholizismus), Warszawa 2007. ISBN 978-83-7414-339-4.
- Nowe światło. Kościół a teologia dwudziestego wieku (Neues Licht. Die Kirche und die Theologie des 20. Jahrhunderts), Bearb. T. Bartoś, Kraków 2008. ISBN 978-83-89598-55-4.
- Thomas von Aquin, Komentarz do Ewangelii Jana (Kommentar zum Johannesevangelium), übers. T. Bartoś, Kęty 2002. ISBN 83-88524-20-8.